# متیسپیری
متیسپیری (گرجی: მთისპირი) یک روستا در شهرداری ازورگتی ناحیه گوریا در غرب گرجستان است. این روستا تا شهرک ازورگتی ۱۷ کیلومتر فاصله دارد. متیسپیری در سال ۲۰۱۴ میلادی، ۲۳۸ نفر جمعیت داشته است.

## جغرافیا
این روستا در رشته‌کوه‌های مسختی و در ساحل راست رود باخویستسقالی قرار گرفته است. ارتفاع تقریبی آن تقریباً ۷۵۰ متر بالاتر از سطح دریا است.

## حکومت
متیسپیری بخشی از شهرداری ازورگتی است و نماینده خود را در شورای شهرداری (ساکربلو) دارد.

## آموزش
متیسپیری یک مدرسه دولتی برای کلاس‌های یکم تا دوازدهم دارد که در آن دانش‌آموزان از این روستا و روستاهای پیرامون در کلاس‌ها شرکت می‌کردند. در زمان اتحاد جماهیر شوروی یک باشگاه در این ناحیه وجود داشت اما دیگر فعالیت نمی‌کند.